# Републикански път III-106
Републикански път IIІ-106 е третокласен път, част от републиканската пътна мрежа на България, на територията на област Благоевград, Община Благоевград. Дължината му е 25,3 км.
Пътят се отклонява надясно при 363,2 км на Републикански път I-1 в северозападната част на Благоевград и се насочва на запад през Благоевградската котловина. Преминава над река Струма и през село Зелендол и започва изкачване през северната част на планината Влахина. Минава последователно през селата Селище, Логодаж и Обел и достига до ГКПП Логодаж, от където продължава в Северна Македония, като път А3 от северномакедонската пътна мрежа.
След моста на река Струма, на 2,3 км, вляво от него се отделя Републикански път III-1061 (3,7 км) за село Покровник.
| Пътища, отклоняващи се надясно (населено място, № на пътя, посока на пътя) | Км   | Пътища, отклоняващи се наляво (посока на пътя, № на пътя, населено място) |
| -------------------------------------------------------------------------- | ---- | ------------------------------------------------------------------------- |
| Община Благоевград, I-1, 363,2 км, гр. Благоевград →                       | 0,0  | → гр. Благоевград, 363,2 км, I-1, Община Благоевград                      |
|                                                                            | 2,3  | → 0 км III-1061 (за с. Покровник)                                         |
| (за с. Българчево) общински път с. Зелендол ←                              | 3,8  | с. Зелендол                                                               |
| с. Селище                                                                  | 7,1  | с. Селище                                                                 |
| (за с. Дренково) общински път ←                                            | 9,3  |                                                                           |
| с. Логодаж                                                                 | 13,9 | с. Логодаж                                                                |
| (за с. Клисура) общински път ←                                             | 14,7 |                                                                           |
| с. Обел                                                                    | 21,5 | с. Обел                                                                   |
| ГКПП Логодаж                                                               | 25,3 | ГКПП Логодаж                                                              |